# دادگاه ویژه سیرالئون
دادگاه ویژه سیرالئون (انگلیسی: Special Court for Sierra Leone) یا دادگاه ویژه یک سازمان بین‌المللی قضایی است که با مشارکت دولت سیرالئون و سازمان ملل متحد برای محاکمه افرادی که در جریان جنگ داخلی سیرالئون مرتکب جنایات جنگی شدند تشکیل شده‌است. این دادگاه در فری‌تاون، لاهه و نیویورک دفتر دارد.
از ابتکارات قابل توجه این دادگاه در حقوق بین‌الملل این است که اعطای عفو به مرتکبان جنایات بین‌المللی را به صراحت ممنوع کرده‌است.